# Astérix & Obélix: L'Empire du Milieu
Astérix et Obélix: l'Empire du Milieu (en català: Astèrix i Obèlix: L'Imperi Mitjà) és una pel·lícula de comèdia i acció francesa del 2023 dirigida per Guillaume Canet, qui també interpreta Astèrix. És la cinquena entrega de la sèrie de pel·lícules d'acció en viu d'Astèrix. Ha estat subtitulada al català.
En la pel·lícula, que protagonitza Gilles Lellouche com a Obèlix, els herois del títol han de viatjar a la Xina de l'era Han per primera vegada. La història original està basada en un guió de Philippe Mechelen i Julien Hervé. Canet també va col·laborar en el guió. És la primera pel·lícula d'Astèrix de persones que no està basada en cap dels àlbums de còmics ni protagonitzada per Gérard Depardieu com a Obèlix.
El rodatge estava previst originalment que tingués lloc el 2020 a la Xina, però es va retardar un any i es va traslladar a França a causa de la pandèmia de la COVID-19. Amb un pressupost de 72,4 milions de dòlars, la pel·lícula està coproduïda per Pathé, Les Enfants Terribles i Tresor Films, amb seu a París. Es va estrenar als cinemes a França l'1 de febrer de 2023 i a Netflix en regions seleccionades el 19 de maig d'aquell mateix any. La pel·lícula va rebre majoritàriament crítiques negatives i va recaptar 46 milions de dòlars a tot el món amb un pressupost de 72 milions de dòlars, cosa que la converteix en un fracàs de taquilla.

## Repartiment
- Guillaume Canet com a Astèrix
- Gilles Lellouche com a Obèlix
- Vincent Cassel com a Juli Cèsar[8]
- Marion Cotillard com a Cleopatra i Tipsy
- Jason Chicandier com a Unhygienix
- Jonathan Cohen com a Graindemais
- Ramzy Bedia com a Epidemais
- Leanna Chea com a Tat Han
- Julie Chen com a Princess Fu Yi
- Linh-Dan Pham com a Emperador de la Xina[9]